# خانه کارل مارکس

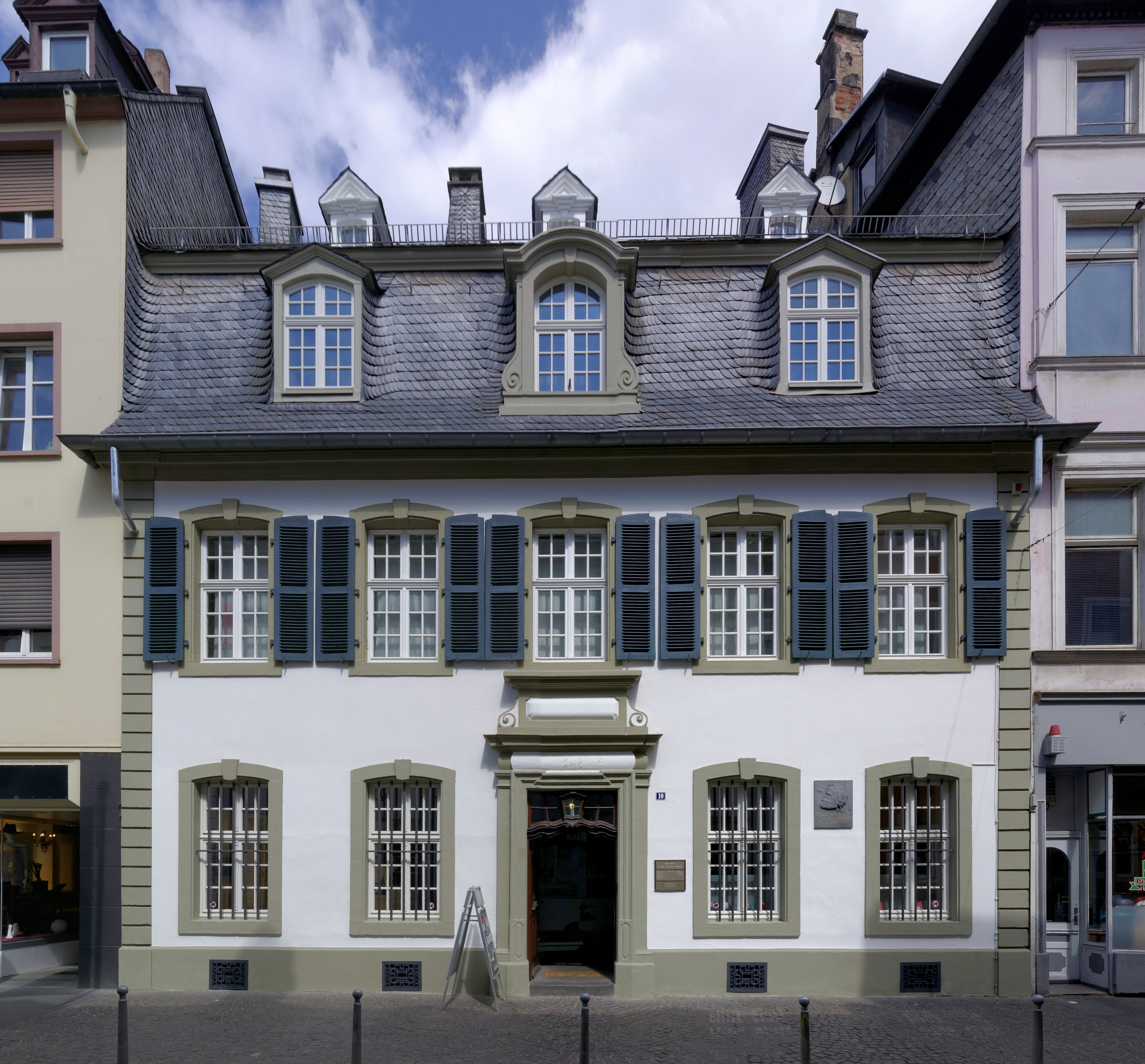
خانه کارل مارکس

خانه کارل مارکس (آلمانی: Karl-Marx-Haus) موزه و خانه کارل مارکس در تری‌یر (در ایالت راینلاند-فالتس در آلمان) است. در سال ۱۸۱۸ میلادی کارل مارکس نویسنده و فیلسوف آلمانی در این خانه متولد شده است. این خانه در حال حاضر موزه زندگی و نوشته‌های مارکس و همچنین موزه تاریخ کمونیسم است.

## تاریخچه
اهمیت این خانه تا سال ۱۹۰۴ که حزب سوسیال دموکرات آلمان تلاش برای خرید آن را آغاز کرد شناخته نشده بود. این حزب در سال ۱۹۲۸ موفق به خرید خانه مارکس شد. پس از روی کار آمدن حزب نازی در سال ۱۹۳۳ خانه مصادره و تبدیل به چاپخانه شد.
در ۵ مه ۱۹۴۷ ساختمان بعنوان موزه‌ای برای زندگی و کارهای کارل مارکس بازگشایی شد. در ۱۹۶۸ این موزه به بنیاد فردریش ابرت که بنیادی خیریه نزدیک به حزب سوسیال دموکرات آلمان است واگذار شد. در ۱۴ مارس ۱۹۸۳، در صدمین سالگرد مرگ کارل مارکس، موزه پس از یک سال نوسازی و توسعه یافتن به سه طبقه، بازگشایی شد.
این موزه در حال حاضر شامل بخش تاریخ کمونیسم در اتحاد جماهیر شوروی، چین، اروپای مرکزی و شرقی نیز هست. در حال حاضر سالانه ۳۲۰۰۰ نفر از این موزه بازدید می‌کنند که حدود یک سوم این گردشگران از چین هستند و برای آنها این موزه یکی از جاذبه‌های اصلی گردشگری در آلمان است.